# Santo Antônio do Grama
Santo Antônio do Grama is een gemeente in de Braziliaanse deelstaat Minas Gerais. De gemeente telt 4.349 inwoners (schatting 2009).

## Aangrenzende gemeenten
De gemeente grenst aan Abre-Campo, Jequeri, Rio Casca en Urucânia.